# This Is Bad Taste Vol. 2
This Is Bad Taste Vol. 2 är ett samlingsalbum utgivet på Bad Taste Records 1998. Skivan är en presentation över de band som var kontrakterade i bolaget vid tidpunkten för skivans utgivning. Skivan är den andra i raden av fem samlingsskivor som Bad Taste Records gav ut under namnet This Is Bad Taste.

## Låtlista
1. The Almighty Trigger Happy - "Blood Red and Forever Blue"
2. Langhorns - "Tierra Del Fuego"
3. Astream - "Meeting by the Crossroads"
4. Misconduct - "Another Time"
5. Turtlehead - "Ruin My Day"
6. Intensity - "Silence = Consent"
7. Last Days of April - "Fly Catching"
8. Pridebowl - "500 People Wide"
9. Satanic Surfers - "Think Positive"
10. Astream - "Jumps, Giggles & Shouts"
11. Misconduct - "Two Friends"
12. Turtlehead - "Brass Arse Margaret"
13. Everyday Madness - "Talkshow"
14. Last Days of April - "Heads or Tails"
15. Intensity - "Exist"
16. The Almighty Trigger Happy - "Meathook"
17. Pridebowl - "Welcome"
18. 88 Fingers Louie - "Smart Enough to Run"
19. Langhorns - "Fuzzball"
20. I Spy - "Half the Population"
21. The Weakerthans - "Diagnosis"
22. ...But Alive - "Jemand Lief Amok Auf Der Mayday"

### Fotnoter
1. ↑  ”This Is Bad Taste Vol. 2”. Discogs.com. http://www.discogs.com/Various-This-Is-Bad-Taste-Volume-2/release/1459524. Läst 7 januari 2012.